# Téléphone (banda)
Téléphone fue una banda de rock francesa fundada el 12 de noviembre de 1976 y disuelta el 21 de abril de 1986. Estaba formada por Jean-Louis Aubert (guitarra y voz), Louis Bertignac (guitarra y voz), Corine Marienneau (bajo y guitarra) y Richard Kolinka (batería). Conoció un éxito fenomenal desde sus inicios con la canción "Hygiaphone" y giras muy populares. Es también una de las pocas bandas francesas que consiguió exportarse a otros países.
En diez años de actividad, de 1976 a 1986, el grupo hace 470 conciertos y realiza cinco álbumes. Con seis millones de copias vendidas, es el segundo grupo francés con más ventas, solo superado por Indochine.
Bajo el nombre «Les Insus», Jean-Louis Aubert, Louis Bertignac y Richard Kolinka volvieron a tocar juntos a finales de 2015 y planean una gran gira para 2016, festivales en 2017 y una gran despedida en el Stade de France el 16 de septiembre de 2017, pero sin Corine Marienneau con la que tienen una relación conflictual.

## Historia del grupo

### Los inicios
En la mitad de los años 1970, los grupos franceses de rock (Ange, Magma, Triangle, Les Variations y algunos más) no tienen ningún apoyo de sus sellos musicales o de los medios de comunicación a pesar de su popularidad y éxito en la juventud. La emergencia del movimiento punk en Reino Unido cambia las cosas y Téléphone será el principal beneficiario del nuevo clima.
La historia de Téléphone empieza el 12 de noviembre de 1976 en el Centro Americano de París, Boulevard Raspail. Aquella noche debe tener lugar un concierto de los jóvenes Jean-Louis Aubert y Richard Kolinka, dos músicos que ya han hecho parte de algunos grupos como J'adore y Semolina (con el cual sacaron un único sencillo, cara A Plastic Rocker, cara B Et j'y vais déjà ). Han preparado el concierto con un esmero juvenil : pose d'pegan ellos mismos los carteles y hacen un concierto gratuito delante de un colegio. El único problema es que les falta dos músicos para completar el grupo. COnsiguen encontrar in extremis a dos músicos competentes y disponibles : Louis Bertignac y Corine Marienneau los dos antiguos miembros del grupo Shakin' Street.
Téléphone ya está al completo aunque solo tienen un « ! » (punto de exclamación) como nombre. Ante un público entusiasta de 500 personas, tocan algunas canciones de Aubert (como "Hygiaphone" y "Métro, c'est trop !") y versiones de grupos ingleses (The Who, The Rolling Stones, etc.). 
Artísticamente, la experiencia resulta un éxito : los cuatro músicos declaran más tarde haber sentido durante aquel primer concierto una alquimia especial, tan misteriosa como excitante, que les anima a seguir tocando juntos. Con la ayuda de François Ravard, amigo de Aubert, que se convierte en mánager, empiezan a tocar en pequeñas salas.
El grupo, cuyo sonido inspirado por los grupos ingleses es sin concesiones, se convierte en sensación allí donde toca. Tocan su primer concierto bajo el nombre de Téléphone (promocionar un grupo llamado « ! » resultando cuanto menos complicado) el 28 de diciembre de 1976 en Le Gibus, prestigieux club parisien, puis deviennent des habitués des fins de soirée aux studios de Radio France avec Jean-Louis Foulquier.
El grupo conoce un éxito fulgurante durante los meses siguientes : 
- El 26 de marzo de 1977, bajo la iniciativa de la RATP, el grupo da un concierto gratuito en la estación de metro République. El concierto provoca un enorme atasco y la línea 11 del metro de París queda bloqueada.[4]
- El 2 de mayo, tocan como teloneros de Eddie & the Hot Rods en el Pavillon de Paris, convirtiéndose en estrellas del show.
- El 7 de junio, aprovechando la baja del grupo Blondie, tocan en L'Olympia como teloneros del grupo estadounidense Television.[4] El concierto resulta ser un gran éxito y consigue un gran eco en la prensa.

El día siguiente, el grupo graba su primer sencillo en directo en la sala Bus Palladium con el ingeniero de sonido Andy Scott. Las 2000 copias de este sencillo autoproducido, con las canciones "Hygiaphone" y "Métro (c'est trop)", se venden en los conciertos del grupo y se agotan de forma rápida sin ninguna promoción mediática.
Un mes más tarde, después de un artículo en la revista Rock & Folk, Téléphone es contactado por la discográfica est Pathé-Marconi. El 25 de agosto de 1977, menos de un año después de su fundación, el grupo firma un contrato para tres álbumes.
Las canciones están firmadas por Téléphone/Aubertignac (palabra que une los nombres de Aubert y Bertignac).

### Téléphone, el primer álbum
El 25 de noviembre de 1977, tres meses después de la firma con la discográfica, el grupo saca su primer álbum titulado Téléphone, promocionándolo únicamente con sus conciertos. Fue grabado en 17 días en el Eden Studio de Londres y fue producido por Mike Thorne. 30 000 copias del disco se venden en pocos meses. Alcanza la segunda posición en el ranking de mejores ventas en Francia. El año siguiente, apoyado por la discográfica que decide promocionarlo de forma debida, el disco se convierte en "Disco de oro". El sencillo "Hygiaphone" alcanza el puesto 27 y simboliza, junto a "Metro, c'est trop", la eficacia y el dinamismo rock de Téléphone. Es una verdadera revolución en el rock francés. Es la primera vez que un grupo de rock francés, que canta en francés, se acerca de tan cerca al espíritu y al sonido de los Rolling Stones. El sencillo "Anna" alcanza el puesto 60.
El grupo lanza su primera gira por Francia. Los conciertos son explosivos, también fuera del escenario. El 16 de diciembre de 1977, un concierto gratuito ante 5'000 fanes en el Pavillón de París se convierte en drama cuando un joven es apuñalado al salir del concierto y fallece. Dos vagones del metro son destruidos. Aunque estos hechos no conciernen directamente la actuación de Téléphone.
En mayo de 1978, Téléphone es finalista del programa de televisión Blue Jean 78 (cuyo presentador en Antenne 2 era Jean-Loup Laffont). Quedan en segunda posición por detrás del grupo de rock progresivo Mona Lisa, pero la semana siguiente Téléphone es declarado vencedor sin que la cadena ofrezca explicaciones. Téléphone se convierte en el fenómeno musical francés del momento, simbolizando el rock francés y dejando en la sombra a grupos como Ange o Magma. Dan algunos conciertos en Inglaterra en febrero y marzo de 1979 como teloneros de Steve Hillage.

### Crache ton venin
Un nuevo álbum titulado Crache ton venin ("Escupe tu veneno") sale a la venta el 2 de abril de 1979. Fue grabado en solo 15 días en los Studios Red Bus de Londres y fue producido por Martin Rushent. Es el álbum de la consagración : es disco de platino con más de 400'000 copias vendidas y alcanza la segunda posición en el ranking de ventas en Francia. El sencillo emblemático del álbum es La Bombe humaine cuyo estribillo es cantado por todos los adolescentes, expresión de ansiedad ante la guerra fría, la nuclearización del mundo y de la necesidad de tomar su propio destino en mano. Los miembros del grupo aparecen totalmente desnudos en una foto interior de la carátula del disco.
Este segundo álbum es un trabajo más colectivo : Jean-Louis Aubert sigue siendo el cantante del grupo pero los otros músicos empiezan a componer y también a cantar. El éxito no ha mermado el sonido de Téléphone que siendo pop rock and roll, ni la actitud de los músicos o las letras de las canciones que sin embargo fueron criticadas por algunos que las encontraban « demasiado simplistas ». El grupo contesta afirmando que el rock es una música adolescente que no necesita ser intelectualizada.
El grupo apoya su popularidad sobre los conciertos, muy numerosos y enérgicos : durante la primavera de 1979, realizan más de 60 conciertos. Uno de esos conciertos fue grabado por el fotógrafo Jean-Marie Périer resultando en el documentario Téléphone Public que sale en el cine el 13 de junio de 1980.
El 8 de septiembre de 1979, Téléphone toca en la Fête de l'Humanité ante cien mil personas. El gusto por la provocación del grupo no gusta a todos y son criticados por aparecer en escena con máscaras de Jacques Chirac, Valéry Giscard d'Estaing, François Mitterrand y Georges Marchais.
En la clasificación anual de la revista musical Best, Téléphone llega en primera posición en 1979 y repite al año siguiente.

### Téléphone public
El 13 de junio de 1980, sale el documental Téléphone public de Jean-Marie Périer. Muestra al grupo durante un concierto en el Palais des sports de Paris en junio de 1979, con extractos de entrevistas de los miembros del grupo y extractos del concierto en la Fête de l'Humanité en septiembre del mismo año. Este documental fue reeditado en DVD en diciembre de 2009.

### Au cœur de la nuit
El tercer álbum, Au cœur de la nuit ("En el corazón de la noche"), fue grabado durante el verano de 1980 en el estudio Pathé en Boulogne-Billancourt y en el Electric Ladyland de Nueva York. Sale a la venta el 20 de octubre de 1980. Alcanza la tercera posición del ranking en Francia. En diciembre, ya es disco de oro. El único sencillo, Argent trop cher ("Dinero demasiado caro"), alcanza el puesto 27. Además de la canción epónima y de Argent trop cher, también contiene una canción que marcó a toda una generación : Pourquoi n'essaies-tu pas? ("¿ Por qué no pruebas ?"). Según varios especialistas, se trata del mejor álbum del grupo.
Después de una breve gira por Italia, el grupo empieza en 1981 una gran gira por Francia : tres mil personas de media por concierto.
En mayo de 1981, François Mitterrand se convierte en el primer presidente de izquierdas de la quinta República francesa. Téléphone, que nunca escondió sus simpatías por la izquierda, participa en el megaconcierto del 10 de junio en París para celebrar esa victoria junto a Jacques Higelin. La canción Faits divers, interpretada en directo, es retransmitida por el telediario de la noche en la cadena Antenne 2.
En julio, Téléphone gira por Alemania e Inglaterra junto a Iggy Pop.

### Dure Limite
Después de tres álbumes con la discográfica Pathé-Marconi, el grupo firma a finales de 1981 con Virgin a cambio de un adelanto de cinco millones de francos franceses. El dueño de Virgin, Richard Branson, tiene por objetivo hacer de Téléphone un grupo internacional. En efecto, a pesar de algunas giras por el extranjero, Téléphone sigue siendo un fenómeno limitado al ámbito francés. En marzo de 1982, el grupo va a Toronto para grabar su cuarto álbum, Dure Limite, producido por Bob Ezrin, quien trabajó con artistas como Alice Cooper, Lou Reed, Pink Floyd o Peter Gabriel.
El álbum sale el 3 de junio de 1982. Muy apoyado por Virgin, se trata del mayor éxito de ventas del grupo y alcanza la primera posición en el ranking francés. Virgin financia un videoclip rodado por Julien Temple para la canción Ça (c'est vraiment toi), con dobles de personalidades como Margaret Thatcher o Sid Vicious. Dos años más tarde, se han vendido 700'000 copias del álbum. La canción "Ça (c'est vraiment toi)" alcanza la quinta posición del ranking de sencillos, mientras que "Cendrillon" alcanza el puesto 14.
Sin embargo, por aquella época, la competencia empieza a existir en Francia : nuevos grupos como Trust o Indochine compiten por el mismo público. El referéndum de 1981 de la revista Best sitúa a Trust en primera posición por delante de Téléphone. También aparece la moda de los sintetizadores y de las cajas de ritmos, moda a la cual Téléphone resiste manteniendo un sonido rock'n'roll, a pesar de que algunos consideran que el álbum está sobreproducido.
El 14 de junio de 1982, los miembros de Téléphone realizan un sueño al ser teloneros de los Rolling Stones ante 80'000 espectadores en el hipódromo de Auteuil, cerca de París. Pero los nervios y algunos problemas técnicos estropearon la fiesta.
Bajo la impulsión de Richard Branson, el grupo da una serie de pasos hacia el extranjero. La versión "export" del álbum Dure Limite, con seis títulos cantados en inglés, está pensada para el mercado anglosajón, pero no será distribuida. Los textos en inglés debían ser adaptados por Lou Reed, pero Aubert, insatisfecho por el resultado, los adapta el mismo y, en 1983, el grupo empieza una gira internacional : Alemania, Italia, Grecia, Portugal y sobre todo Estados Unidos dando exitosos conciertos en Los Ángeles y Nueva York. En Chicago, la cosa no va también : tan solo dos personas asisten al concierto. Los organizadores no habían tomado en cuenta que Chicago no es una ciudad aficionada al rock.

### Un autre monde
En 1984, Téléphone es un grupo agotado. La presión comercial, las giras mundiales interminables y el semi-fracaso reciente en algunas ciudades de Estados Unidos empiezan a mermar el estado de ánimo del grupo. Ese cansancio está reflejado en el sonido de Un autre monde, su nuevo álbum. Fue grabado en una zona rural de Inglaterra, en el estudio de Glyn Johns que había trabajado con varios ídolos de Téléphone : Rolling Stones, Who, Led Zeppelin, Eric Clapton. El álbum es el más melancólico de la carrera del grupo. El sonido es más moderno, menos "rock", con sintetizadores, lo cual no impide que sea un gran éxito y que alcance la segunda posición en el ranking de ventas. Se venden 600'000 copias muy rápidamente, en parte gracias a la canción que le da el título al álbum. La canción "Un autre monde" se convierte en un gran éxito a finales de 1984 alcanzando el cuarto puesto del ranking de sencillos. Permanece durante 32 semanas consecutivas entre los 50 sencillos más vendidos. El vídeo para la canción rodado por Jean-Baptiste Mondino contribuye al éxito.
En mayo de 1984, Téléphone empieza su última gira mundial : Japón, Países Bajos, Inglaterra, Dinamarca y Francia donde el grupo llena el Zénith de París durante cinco noches del 9 al 14 de octubre. Pero los músicos se evitan al acabar los conciertos y no disfrutan de la gira.
La canción "Un autre monde" es utilizada en aquella época por el Partido Socialista francés en sus mítines.
El álbum Un autre monde es galardonado con la primera Victoire de la musique de la historia en la categoría "álbum de rock" a finales de 1985.

### Separación del grupo
A principios de 1986, el grupo empieza a grabar un nuevo álbum. Pero las tensiones acumuladas hacen que tan solo consigan grabar una canción que sale en sencillo, "Le jour s'est levé". Es su último éxito : alcanza el cuarto puesto en el ranking de sencillo y permanece durante 22 semanas (desde finales de 1985 hasta principios de 1986) entre los 50 sencillos más vendidos.
Desde hace varios meses, los miembros del grupo se alejan de Téléphone y colaboran cada vez más en proyectos externos : Corine Marienneau y Louis Bertignac participan en la música de la película Subway de Luc Besson, y Corine también aparece con Gérard Lanvin en la película Moi vouloir toi de Patrick Dewolf.
El 24 de marzo de 1986, el mánager de Téléphone anuncia que los músicos se toman un año sabático para dedicarse a sus proyectos personales. La discográfica Virgin precisa que eso no significa la separación del grupo.
Sin embargo, menos de un mes más tarde, el 21 de abril de 1986, los miembros del grupo anuncian su separación. Un álbum en directo póstumo, grabado en el Zénith de París, sale a la venta unos cuantos meses después.
Durante su existencia, Téléphone grabó 59 canciones oficiales. El último concierto tuvo lugar en Dax al final de una gira por las arenas del sur de Francia.

## Miembros del grupo
- Jean-Louis Aubert, nacido el 12 de abril de 1955 en Nantua : guitarra / voz
- Louis Bertignac, nacido el 23 de febrero de 1954 en Oran, Argelia francesa : guitarra / voz
- Richard Kolinka, nacido el 7 de julio de 1953 en París : baterista
- Corine Marienneau, nacida el 7 de marzo de 1952 en París : bajo / voz

## Discografía

### Álbumes en estudio
- 1977 : Téléphone (500'000 copias)
- 1979 : Crache ton venin (1'000'000 copias)
- 1980 : Au cœur de la nuit (700'000 copias)
- 1982 : Dure Limite (1'000'000 copias)
- 1984 : Un autre monde (1'000'000 copias)

### Álbumes en vivo
- 1986 : Téléphone Le Live (grabado en 1984)
- 2000 : Paris '81 (grabado en 1981) (100'000 copias)

### Recopilaciones
- 1984 : Le meilleur de Téléphone
- 1991 : Rappels[13] - (1'000'000 copias)
- 1993 : Rappels 2[13] - (100'000 copias)
- 1993 : L'intégrale
- 1994 : La Totale - (300'000 copias)
- 1996 : 20e anniversaire - (200'000 copias)
- 1996 : Best of - (300'000 copias)
- 2003 : Intégrale Studio
- 2004 : Platinum Collection
- 2006 : Illimité - (75'000 copias)
- 2015 : Au cœur de Téléphone - L'Intégrale (estuche 10 CD)
- 2015 : Au cœur de Téléphone - Le Best Of (estuche 3 CD)

### Sencillos
- 1977 : Hygiaphone (auto-produit)
- 1978 : Anna
- 1978 : Hygiaphone
- 1978 : Métro (c'est trop)
- 1979 : La bombe humaine (maxi 45 tours)
- 1979 : J'sais pas quoi faire
- 1979 : Un peu de ton amour
- 1979 : Faits divers
- 1980 : Argent trop cher
- 1981 : En concert (double 45 tours)
- 1982 : Ça (C'est vraiment toi)
- 1982 : Cendrillon
- 1982 : Dure limite
- 1982 : Jour contre jour
- 1984 : Un autre monde
- 1984 : Oublie ça
- 1984 : New York avec toi
- 1985 : Le jour s'est levé - (800'000 copias)

### Clasificación de los sencillos
| 1978 | Hygiaphone            | 27 |
| 1978 | Anna                  | 60 |
| 1979 | Un peu de ton amour   | 26 |
| 1979 | La Bombe Humaine      | 32 |
| 1979 | Faits Divers          | 31 |
| 1981 | Argent trop cher      | 27 |
| 1982 | Ça c'est vraiment toi | 5  |
| 1982 | Cendrillon            | 14 |
| 1983 | Jour contre jour      | 52 |
| 1984 | Oublie ça             | 10 |
| 1984 | Un autre monde        | 5  |
| 1985 | New York avec toi     | 62 |
| 1985 | Le Jour s'est levé    | 4  |

### DVD
- 1980 : Téléphone Public - Documental